# Океанија
Океанија је име које се користи за неколико група острва која се налазе у Тихом океану. Термин Океанија смислио је француски истраживач Жил Димон д'Ирвил. Групе острва се грубо могу поделити на: Полинезију (укључује Нови Зеланд), Меланезију (укључује Нову Гвинеју), Микронезију и Аустралију (са Тасманијом и другим околним острвима). Аустралија се најчешће издваја као засебан континент и тада се ова географска целина назива Аустралија и Океанија. У Океанију се понекад сврстава и Малајски архипелаг. Океанија се простире преко огромне области Тихог океана или Пацифика и састоји се од „великог острва” Аустралије (која је континент за себе), Новог Зеланда, Папуе Нове Гвинеје и хиљада малих пацифичких острва. Простирући се на источној и западној хемисфери, Аустралија и Океанија покрива површину од 8.525.989 km2 (3.291.903 sq mi) и има популацију од око 40 милиона. Смештена на југоистоку Азијско-Пацифичког региона, Океанија је најмања континентална групација у погледу копнене површине и друга најмања по величини популације након Антарктика.
Велики део Аустралије чине жарке, суве пустиње и травнате низије које се називају аутбек или забачене области. Највећи број људи живи у мањим и већим градовима у близини обала, нарочито јужне обале. Насупрот томе, Папуа Нова Гвинеја је земља високих планина и густих прашума. Многа домородачка племена живе у планинским долинама тако издвојено да су тек недавно дошла у везу са спољним светом. Нови Зеланд се састоји од два острва, северног, које је топло и вулканско, и јужног, на коме је свежије и има планина и шума. Травнате низије су плодне и погодне за пољопривреду. Због удаљености Новог Зеланда, као и Папуе Нове Гвинеје и Аустралије, на том простору живе животиње које се не срећу нигде на свету. Пацифичка острва су производ вулкана који су били активни испод површине океана. Нека острва, на пример Хаваји, још имају активне вулкане. Острва су груписана у државе. Неке су независне, а нека су, као Нова Каледонија, колоније европских земаља или САД. Многа пацифичка острва веома су лепа, с бујним растињем и топлом климом. Туристи их стога радо посећују, а због обиља плодне земље погодна су за узгајање усева.
Острва на географским екстремима Океаније су Бонинска острва, политички интегрални део Јапана; Хаваји, држава Сједињених Држава; острво Клипертон и поседу Француске; острва Хуан Фернандез која припадају Чилеу; Камбелова острва која припадају Новом Зеланду; и Кокосова Острва која су део Аустралије. Океанија има разноврсну мешавину економија од високо развијених и глобално конкурентних финансијских тржишта Аустралије и Новог Зеланда, које се високо рангирају у погледу квалитета живота и индекса људског развоја, до знатно мање развијених економија земаља као што су Кирибати и Тувалу, док су исто тако обухваћене економије средње величине пацифичких острва као што су Палау, Фиџи и Тонга. Највећа и најнасељенија земља Океаније је Аустралија, при чему је Сиднеј највећи град Океаније и Аустралије.
Први насељеници Аустралије, Нове Гвинеје, и великих острва су пристигли пре око 50.000 и 30.000 година. Океанију су почели да истражују Европљани од 16. века. Португалски навигатори су између 1512. и 1526. досегли до Танимбарских острва, дела Каролинских острва и западне Папуа Нове Гвинеје. На његовом првом путовању у 18. веку, Џејмс Кук, који је касније основао Хавајска острва, отишао је на Тахите и следио је источну обалу Аустралије по први пут. Пацифички фронт је био веома активан током Другог светског рата, углавном између Сједињених Држава и њиховог савезника Аустралије, и Јапана.
Приспеће европских насељеника је довело до знатне промене социјалног и политичког пејзажа Океаније. У ближој прошлости је било пуно расправа о националним заставама и жељи дела Океанаца да покажу свој препознатљив и индивидуалистички идентитет. Камена уметност аустралијских Абориџина је најдужа континуирано практикована уметничка традиција на свету. Панкак Џаја на Папуи се обично сматра највишим врхом у Океанији. Већина земаља Океаније има парламентарни представничко демократски вишепартијски систем, а туризам је најважнији извор прихода нација Тихоокеанских острва.

## Дефиниције
Термин је сковао географ Конрад Малте-Брун из речи Océanie око 1812. Реч Océanie је француског порекла, а изведена је из латинске речи oceanus, и стога из грчке речи ὠκεανός (ōkeanós), океан. Домороци и насељеници овог региона се називају Океанцима. Термин Океанија се користи, зато што за разлику од других континенталних групација, овде је океан то што повезује нације.
- Биогеографски, као синоним за Аустралазијску екозону и Пацифичку екозону (Меланезија, Полинезија, и Микронезија), са Новим Зеландом који формира југозападни угао Полинезијског троугла. Нови Зеланд се исто тако може сматрати делом Аустралазије, мада је традиционално био део Полинезије.[17]
- Као екозона, Океанија обухвата целокупну Микронезију, Фиџи, и све делове Полинезије изузев Новог Зеланда. Нови Зеланд, заједно са Новом Гвинејом и оближњим острвима, делом Филипинских острва, Аустралијом, Соломоновим Острвима, Вануатуом, и Новом Каледонијом, сачињава засебну Аустралазијску екозону.[18]
- У геополитичкој концепцији коју користе Уједињене нације, Међународни олимпијски комитет, и многи атласи, Океанија обухвата Аустралију и нације Пацифика источно од Папуа Нове Гвинеје, али не и Индонезијску Нову Гвинеју.[19]

## Историја

### Аустралија
Аустралијски староседеоци су првобитни становници Аустралијског континента и околних острва, који су мигрирали из Африке и Азије пре око 70.000 година и доспели до Аустралије пре око 50.000 година. Сматра се да су они били део једне од најранијих људских миграција из Африке. Мада су они вероватно мигрирали до Аустралије кроз југоисточну Азију, они нису у знатној мери сродни са било којом познатом азијском или полинежанском популацијом. Постоји евиденција за постојање генетичке и лингвистичке размене између Аустралијанаца на далеком северу и Аустронезијских народа данашње Нове Гвинеје и оближњих острва, мада то може да буде резултат недавне трговине и мешовитих бракова.
Аустралијски староседеоци су досегли Тасманију пре око 40.000 година миграцијом преко копненог моста са континента, који је постојао током задњег леденог доба. Сматра се да је до прве ране људске миграције у Аустралију дошло кад је та копнена маса формирала део Сахулског континента, повезаног са острвом Нова Гвинеја путем копненог моста. Острвљани Торесовог мореуза су домороци са Острва Торесовог мореуза, која су лоцирана на најсевернијем делу Квинсленда у близини Папуа Нове Гвинеје. Најранији људски остаци пронађени у Аустралији су они од Мунго људи, који су датирани на пре око 40.000 година.

### Меланезија
Оригинални насељеници групе острва која се у данашње време зову Меланезија су вероватно били преци данашњих народа који говоре папуанске језике. Постоје индикације да су они мигрирајући из југоисточне Азије прво настанили та острва која су далеко на истоку, као што су главна Соломонска Острва, укључујући Макиру, а могуће је да су обитавали и на мањим острвима даље на истоку.
Дуж северне обале Нове Гвинеје и на острвима северно и источно од Нове Гвинеје, Аустронезијски народи, који су мигрирали у ту област пре нешто више од 3.000 година, дошли су у контакт са постојећим популацијама народа који говоре папуански. У касном 20. веку, део научне заједнице сматра да је постојао дуг период интеракција, што је довело до мноштва комплексних промена у погледу генетике, језика, и културе међу тим народима.

## Државе Аустралије и Океаније
| Држава             | Главни град  | Државно уређење           | Густина насељености (по km²) | Површина (km²) | Становника (2002-07-01 прибл.) |
| ------------------ | ------------ | ------------------------- | ---------------------------- | -------------- | ------------------------------ |
| Аустралија         | Канбера      | Федерална република       | 2,5                          | 7.686.850      | 19.546.792                     |
| Вануату            | Порт Вила    | Република                 | 16                           | 12.200         | 196.178                        |
| Кирибати           | Јужна Тарава | Република                 | 119                          | 811            | 96.335                         |
| Маршалска Острва   | Маџуро       | Парламентарна демократија | 407                          | 181            | 73.630                         |
| Микронезија        | Паликир      | Федерална република       | 194                          | 702            | 135.869                        |
| Науру              | Јарен        | Република                 | 587                          | 21             | 12.329                         |
| Нови Зеланд        | Велингтон    | Парламентарна демократија | 15                           | 268.680        | 3.908.037                      |
| Палау              | Нгерулмуд    | Република                 | 42                           | 458            | 19.409                         |
| Папуа Нова Гвинеја | Порт Морзби  | Уставна монархија         | 11                           | 462.840        | 5.172.033                      |
| Самоа              | Апија        | Парламентарна монархија   | 61                           | 2.944          | 178.631                        |
| Соломонова Острва  | Хонијара     | Парламентарна монархија   | 17                           | 28.450         | 494.786                        |
| Тонга              | Нукуалофа    | Уставна монархија         | 142                          | 748            | 106.137                        |
| Тувалу             | Фунафути     | Парламентарна монархија   | 429                          | 26             | 11.146                         |
| Фиџи               | Сува         | Република                 | 47                           | 18.270         | 856.346                        |

| Зависне територије              | Густина насељености (по km²) | Површина (km²) | Становника (2002-07-01 прибл.) |
| ------------------------------- | ---------------------------- | -------------- | ------------------------------ |
| Америчка Самоа (САД)            | 345                          | 199            | 68.688                         |
| Валис и Футуна (Фр.)            | 57                           | 274            | 15.585                         |
| Гвам (САД)                      | 293                          | 549            | 160.796                        |
| Кокосова острва (Аус)           | 45                           | 14             | 632                            |
| Кукова острва (Н. З.)           | 87                           | 240            | 20.811                         |
| Нијуе (Н. З.)                   | 8,2                          | 260            | 2.134                          |
| Нова Каледонија (Фр.)           | 11                           | 19.060         | 207.858                        |
| Острво Норфок (Аус.)            | 53                           | 35             | 1.866                          |
| Острва Питкерн (УК)             | 1,0                          | 47             | 47                             |
| Северна Маријанска острва (САД) | 162                          | 477            | 77.311                         |
| Токелау (Н. З.)                 | 143                          | 10             | 1.431                          |
| Ускршње острво (Чиле)           | 23,1                         | 164            | 3.791                          |
| Француска Полинезија (Фр.)      | 62                           | 4.167          | 257.847                        |